# Agiorgitiko
Agiorgitiko ([aʝɔrˈʝitikɔ], griechisch Αγιωργίτικο, zu Ai Giorgos Άι Γιώργος ‚Heiliger Georg‘) ist eine Rotweinsorte, die auch als St.-Georgs-Rebe oder als Mavro Nemea bezeichnet wird. Sie ist die am häufigsten angebaute rote Sorte in Griechenland und gehört zu den ältesten Rebsorten der Welt. 

## Abstammung, Herkunft
Der genaue Herkunft wird in den Bereichen Argolis und Korinthia auf dem Peloponnes vermutet. Die Abstammung ist unbekannt. Die soll bereits in der griechischen Antike angebaut worden sein. 
Benannt wurde die Rebsorte Agiorgitiko nach dem früheren Namen der Stadt Nemea, Agios Georgis.

## Verbreitung
Agiorgitiko ist mit einer Rebfläche von 3.161,6 ha in ganz Griechenland im Jahr 2020 noch vor Liatiko, Muscat de Hambourg und Mavro Naoussis die häufigste griechische Rotweinsorte. In der Anbauregion Peloponnes ist sie mit einem Flächenanteil von 29,6 % im Jahr 2020 die bedeutendste Rebsorte. Die Sorte wird in keinem anderen Land kultiviert.
Agiorgitiko ist der Hauptbestandteil der meisten Rotweine aus dieser Region und wird oft sortenrein verwendet. Sie ist spät reifend, farbintensiv, aromatisch und wird manchmal mit Merlot verglichen. Aufgrund der Farbintensität tragen die Weine den Beinamen Herkulesblut.

## Eigenschaften
Die spät reifende, ertragreiche Rotweinsorte ist sehr anfällig für Virenkrankheiten, sowie gegen beide Mehltauarten und Botrytis. 

## Wein
Sie erbringt farbintensive Rotweine mit samtigen Tanninen und Aromen nach Sauerkirschen und Johannisbeeren sowie Alterungspotential.
Seit einigen Jahren wird sie sehr erfolgreich mit internationalen Sorten wie Cabernet Sauvignon verschnitten. In den späten 1950er Jahren begann Evangelos Averoff bei Metsovo mit dieser Praxis und schuf den populären Tafelwein Katogi Averoff (Κατώγι Αβέρωφ).

## Synonyme
Synonyme, 16; Aghiorghitico, Aghiorghitiko, Aigeorgitiko, Bacouri, Bakouri, Mavro, Mavro Nemeas, Mavronemeas, Mavrostaphylo Mavraki, Mavroudi Nemeas, Mbacoura, Mbakoura, Mpakouri.